# Amara ellipsis
Amara ellipsis är en skalbaggsart som beskrevs av Thomas Casey. Amara ellipsis ingår i släktet Amara och familjen jordlöpare. Inga underarter finns listade i Catalogue of Life.